# 太音希聲
《太音希聲》古琴譜，明陳大斌輯。陳大斌，號太希，錢塘人，從後期浙派琴家李水南學琴。他彈琴五十多年，一度遊吳中，後到北京，中間四出訪友，與吳門徐可仙、龍游徐南山、齊人郭梧岡、河南崔小桐相友善。他清貧如洗囊無長物，所編《太音希聲》琴譜，乃天啓間遊北京時得孔胤植等縉紳名儒的資助，纔得以付梓傳世的。

## 琴譜介紹
此本目錄不分卷，首列琴序，次列《琴經》、《琴說》、《左手指法》、《右手指法》、 《大雅堂集》，其餘按各調調意列有《陽春》、《廣寒遊》、《梅花三弄》、《漢宮春》、《墨子悲絲》、《歸來樂》、《復聖操》、《客窻新語》、《猿鶴雙清》、《凌虛吟》、《列子御風》、《蒼梧引》、《鳳皇吟》、《泣顏回》、《縱意吟》、《天放歌》、《漢宮秋》、《鸞鳳和鳴》、《孤猿嘯月》、《五蘊吟》、《搗衣》、《飛鳴吟》等二十二曲，與本譜實際次序不合，且內容也互有出入，如目錄中《琴經》與《飛鳴吟》、《五蘊吟》、《鸞鳳和鳴》三曲不見於本譜；而譜內《大雅堂校訂姓氏》也不見於目錄。此外，馮汝京序曾稱“如《正氣歌》、《醉翁亭》、《岳陽樓記》、《鳳皇吟》、《漢宮春》、《靜夜談玄》、《五蘊吟》、《歸來樂》、《天放歌》、《縱意吟》、諸曲則出於己思”云云。其中《正氣歌》、《醉翁亭》、《岳陽樓記》、均不見於本譜。凡此種種，可能都是陳元貞重訂時增刪所致。